# Ivan Orestes Bonato
Ivan Orestes Bonato (Joaçaba, 7 de fevereiro de 1937 - São Paulo, 6 de agosto de 2015) foi um agrônomo, economista e político brasileiro que foi senador por Santa Catarina.

## Dados biográficos
Filho de Orestes Floriani Bonato e Iolanda Bordin Bonato. Em 1934 as famílias Brandalise, Pozoni e Bonato fundaram a Perdigão em Videira numa empreitada de tal cumplicidade que Ivan Bonato casou com Maria Odete Brandalise e tornou-se vice-presidente do grupo. Graduado em Agronomia e em Economia pela Universidade Federal do Paraná, presidiu a Companhia de Desenvolvimento do Estado de Santa Catarina, foi vice-presidente do Banco do Desenvolvimento de Santa Catarina e membro do conselho da Companhia de Processamento de Dados de Santa Catarina.
Secretário de Fazenda nos governos Antônio Carlos Konder Reis (1975-1979) e Jorge Bornhausen (1979-1982) filiou-se ao PDS e foi eleito primeiro suplente do senador Jorge Bornhausen em 1982 a quem acompanhou no ingresso ao PFL exercendo o mandato quando o titular foi Ministro da Educação (1986-1987) do governo José Sarney.